# Earl Boen
Earl Boen (Pueblo, 8 agosto 1941 – Honolulu, 5 gennaio 2023) è stato un attore e doppiatore statunitense.

## Biografia
Principalmente noto per aver interpretato il dottor Peter Silberman nella saga di Terminator fu altresì noto come doppiatore di vari personaggi animati, in particolare LeChuck nella saga di videogiochi Monkey Island.
È morto il 5 gennaio 2023 a causa di un tumore ai polmoni, diagnosticatogli pochi mesi prima.

## Vita privata
Nel 1970 sposò l'attrice Carole Kean, morta nel 2001 per un cancro alle ovaie.

## Filmografia parziale

### Cinema
- I magnifici sette nello spazio (Battle Beyond the Stars), regia di Roger Corman e Jimmy T. Murakami (1980)
- Essere o non essere (To Be or not To Be) regia di Alan Johnson (1983)
- Terminator (The Terminator), regia di James Cameron (1984)
- Un tocco di velluto (Touch and Go), regia di Robert Mandel (1986)
- Bobo, vita da cani (Walk Like a Man), regia di Melvin Frank (1987)
- Ho sposato un'aliena (My Stepmother Is an Alien), regia di Richard Benjamin (1988)
- Programmato per uccidere (Marked for Death), regia di Dwight H. Little (1990)
- Atto di forza (Total Recall), regia di Paul Verhoeven (1990)
- Terminator 2 - Il giorno del giudizio (Terminator 2: Judgment Day), regia di James Cameron (1991)
- Una pallottola spuntata 33⅓ - L'insulto finale (Naked Gun 33⅓: The Final Insult), regia di Peter Segal (1994)
- T2 3-D: Battle Across Time, regia di James Cameron, John Bruno e Stan Winston - cortometraggio (1996)
- The Dentist, regia di Brian Yuzna (1996)
- La famiglia del professore matto (Nutty Professor II: The Klumps), regia di Peter Segal (2000)
- Terminator 3 - Le macchine ribelli (Terminator 3: Rise of the Machines), regia di Jonathan Mostow (2003)

### Televisione
- Le strade di San Francisco (The Streets of San Francisco) – serie TV, episodio 5x12 (1977)
- I Jefferson (The Jeffersons) – serie TV, episodio 6x07 (1979)
- Hazzard (The Dukes of Hazzard) – serie TV, episodio 3x16 (1981)
- ALF – serie TV, episodio 1x18 (1986)
- Provaci ancora, Harry (The Law and Harry McGraw) – serie TV, 16 episodi (1987)
- La signora in giallo (Murder, She Wrote) – serie TV, episodio  5x19 (1989)
- Willy, il principe di Bel-Air (The Fresh Prince of Bel-Air) – serie TV, episodio 3x18 (1993)
- Uno scimpanzé di... famiglia (The Jennie Project), regia di Gary Nadeau – film TV (2001)
- West Wing - Tutti gli uomini del Presidente (The West Wing) – serie TV, episodio 3x01 (2001)

### Doppiatore
- The Secret of Monkey Island - videogioco (1990)
- Monkey Island 2: LeChuck's Revenge - videogioco (1991)
- Mignolo e Prof - serie TV, 2 episodi (1995-1997)
- The Curse of Monkey Island - videogioco (1997)
- Fuga da Monkey Island - videogioco (2001)
- Metal Gear Solid 2: Sons of Liberty - videogioco (2001)
- Kim Possible - serie TV, 4 episodi (2002-2006)
- Tales of Monkey Island - videogioco (2009)

## Doppiatori italiani
Nelle versioni in italiano delle opere in cui ha recitato, Earl Boen è stato doppiato da:
- Michele Gammino in Terminator 2 - Il giorno del giudizio, Terminator 3 - Le macchine ribelli
- Elio Marconato in Terminator
- Gianni Marzocchi in La famiglia Bradford
- Bruno Alessandro in Cuori senza età
- Franco Zucca in Willy, il principe di Bel-Air
- Giorgio Lopez in Una pallottola spuntata 33⅓ - L'insulto finale
- Pietro Biondi in Essere o non essere
- Sandro Sardone in Top Secret
- Sergio Tedesco in La signora in giallo
- Enrico Maggi ne I Jefferson
- Cesare Barbetti in Casa Keaton (ep. 1x15)
- Alessandro Rossi in Casa Keaton (ep. 3x08)
- Dario Penne ne I magnifici sette nello spazio
- Oliviero Dinelli in Perry Mason: Furto d'autore
- Mimmo Maugeri in Programmato per uccidere
- Massimo Milazzo in The Practice - Professione avvocati

Da doppiatore è sostituito da:
- Stefano Mondini in Bonkers, gatto combinaguai
- Pietro Biondi in Kim Possible
- Carlo Bonomi in Zork - Grand Inquisitor (Brog)
- Raffaele Fallica in Zork - Grand Inquisitor (Capitano)
- Pier Luigi Zollo in The Curse of Monkey Island, Fuga da Monkey Island